# Деван Наир
Деван Наир Ченгара Веетил (англ. Devan Nair Chengara Veetil, там. ദേവൻ നായർ ചെങ്ങറ വീട്ടിൽ; 5 августа 1923, Малакка, Стрейтс-Сетлментс — 6 декабря 2005, Гамильтон, Онтарио, Канада) — сингапурский государственный, политический и профсоюзный деятель, президент Сингапура (1981—1985). Генеральный секретарь Партии демократического действия Малайзии (1965—1967), Генеральный секретарь партии Народное действие (1965).

## Биография
Сын чиновника каучукового производства. В 1933 году семья переехала в Сингапур, где он учился в школе Виктории. В 1940 году получил сертификат об образовании Кембриджского образца. Его пренебрежение к колониальному правлению становится очевидным уже в те годы, когда он изменил текст песни «Правь, Британия, морями!» на антибританский при исполнении школьного хора перед колониальным почетным гостем.
После окончания Второй мировой войны учительствовал, позже преподавал в сингапурской католической школе Святого Иосифа (St. Joseph’s Institution, Singapore) и англиканской мужской школе Святого Андрея (Saint Andrew’s Secondary School). В 1949 году был избран генеральным секретарём Сингапурского профессионального педагогического союза.
Во время своего тюремного заключения в 1950-х годах он читал сочинения Шри Ауробиндо, оставаясь его последователем и учеником на протяжении всей жизни.
Член Коммунистической антибританской Лиги. В 1954 году вступил в партию «Народное действие». За антиколониальную деятельность преследовался властями. В 1954 году был арестован британцами. В 1956 году вновь был задержан по Закону об охране общественной безопасности, по подозрению в коммунистической агитации и подстрекательству к беспорядкам в китайских школах. Вышел на свободу в 1959 году, после победы на них прогрессивных сил. Был назначен политическим секретарём в министерство образования.
В 1960 году стал председателем комиссии по обследованию пеницитарной системы и начал работу в Совете по борьбе с неграмотностью взрослых.
Был единственным членом партии «Народное действие», выигравшим на всеобщих выборах в Малайзии в 1964 году. Был в числе основателей Партии демократического действия Малайзии. Оставался в Малайзии до 1965 года, когда Сингапур, возглавляемый Ли Куаном Ю, вышел из состава федерации.
Вернувшись в Сингапур, возглавил Национальный конгресс профсоюзов, в создании которого принял участие в 1961 году.
С 1979 года — депутат парламента Сингапура.
С 23 октября 1981 по 27 марта 1985 года — президент Сингапура, избранный Законодательным собранием. Подал в отставку при невыясненных обстоятельствах. По некоторым данным, для лечения от алкоголизма. По уверению самого политика, он подал в отставку под давлением, когда заместитель премьер-министра Го Чок Тонг угрожал сместить его с поста президента. Он также утверждал, что ему давали наркотики, чтобы заставить его казаться дезориентированным, и что распускались слухи о его личной жизни в попытке его дискредитировать его. Эти заявления привели к длительной судебной тяжбе между двумя политиками.
В 1988 году после отставки с поста президента вместе с женой эмигрировал сначала в США, затем в Канаду, где они прожили всю оставшуюся жизнь.
В конце жизни страдал от деменции.
В 2014 году премьер-министром Ли Сянь Луном был открыт Институт занятости и трудоустройства им. Девана Наира.